# Анна Амалия фон Ербах
Анна Амалия фон Ербах (на немски: Anna Amalia von Erbach; * 10 юни 1577, Ербах, Оденвалд; † 1630, Даун) е графиня от Ербах и чрез женитби вилд- и рейнграфиня в Салм-Нойфвил-Даун, госоподарка на Лангенщайн и господарка на Даун-Бретценхайм-Фалкенщайн.

## Произход
Тя е дъщеря на граф Георг III фон Ербах (1548 – 1605) и втората му съпруга графиня Анна фон Золмс-Лаубах (1557 – 1586), дъщеря на граф Фридрих Магнус фон Золмс-Лаубах († 1561) и Агнес фон Вид († 1588).

## Фамилия
Първи брак: на 21 октомври 1604 г. в Ербах в Оденвалд се омъжва за граф Фридрих I фон Залм-Нойфвил (* 3 февруари 1547; † 5 ноември 1608), вторият син на Филип Франц фон Залм-Даун-Нойфвил (1518 – 1561) и графиня Мария Египтиака фон Йотинген-Йотинген (1520 – 1559). Тя е четвъртата му съпруга. Те имат децата:
- Фридрих I Магнус фон Залм-Нойфвил (* 29 юни 1605; † 27 януари 1673, Маастрихт), вилд- и рейнграф в Залм-Нойфвил, губернатор на Маастрихт, женен на 16 май 1635 г. за баронеса Маргерит Тисарт (1619 – 1670)
- Анна Мария фон Залм-Нойфвил (* 10 август 1606; † 20 ноември 1651), омъжена на 28 ноември 1630 г. в Грайц за граф Хайнрих V Ройс-Унтерграйц (1602 – 1667)
- Франциска фон Залм

Втори брак: на 23 декември 1626 г. в Хайденхайм ан дер Бренц се омъжва за граф Емих фон Даун-Бретценхайм-Фалкенщайн (* 23 декември 1563; † 4 ноември 1628), син на граф Йохан фон Даун-Фалкенщайн († 1579) и Урсула фон Кирбург († 1601). Тя е втората му съпруга. Бракът е бездетен.